# 食事処名取屋
食事処名取屋（しょくじどころなとりや）は、北海道夕張郡栗山町朝日に所在する大衆食堂。1926年（大正15年）頃に創業し、角田炭鉱で働く炭鉱労働者の胃袋を満たしてきた。看板メニューであり名物「ホルモン鍋定食」は、注文率が8割を超える栗山町民のソウルフード。

## 沿革
栗山町日出にあった新二岐駅（夕張鉄道）の向かいに、1926年（大正15年）頃にお店を構え創業。前身の「伊藤屋」として44年に渡り、角田炭坑に働く炭鉱夫たちを中心に、労働者のお腹を満たす存在だった。
当時は大衆食堂として丼や定食をはじめ、和食・中華など広く取り揃えており、名物であるホルモン鍋は数あるメニューの一つにすぎなかった。
1970年（昭和45年）、角田炭坑が閉山に伴い新二岐駅も廃駅となり、日出地区の人口が急減。初代は翌年1971年（昭和46年）に、現在の場所である栗山赤十字病院の横に移転した。
移転後は「ドライブイン名取屋」と名前を変え、炭鉱労働者に変わり町民や農家、近接する国道234号や栗山赤十字病院の利用・関係者に客層が変化した。メニューを少しずつ絞り続けた結果、ホルモン鍋が定番となった。
現在は、札幌からのバイクツーリングや日帰りドライブできた家族など、町外から来客も増えており、注文の8割強がホルモン鍋（定食）に集中している。
日本遺産「炭鉄港」の事務局である炭鉄港推進協議会（事務局空知総合振興局）が実施する、炭鉱労働者らを支えた食事を提供する飲食店などを巡る「炭鉄港めしオンラインスタンプラリー」設置店舗の一つである。

## 特徴

### ホルモン鍋定食

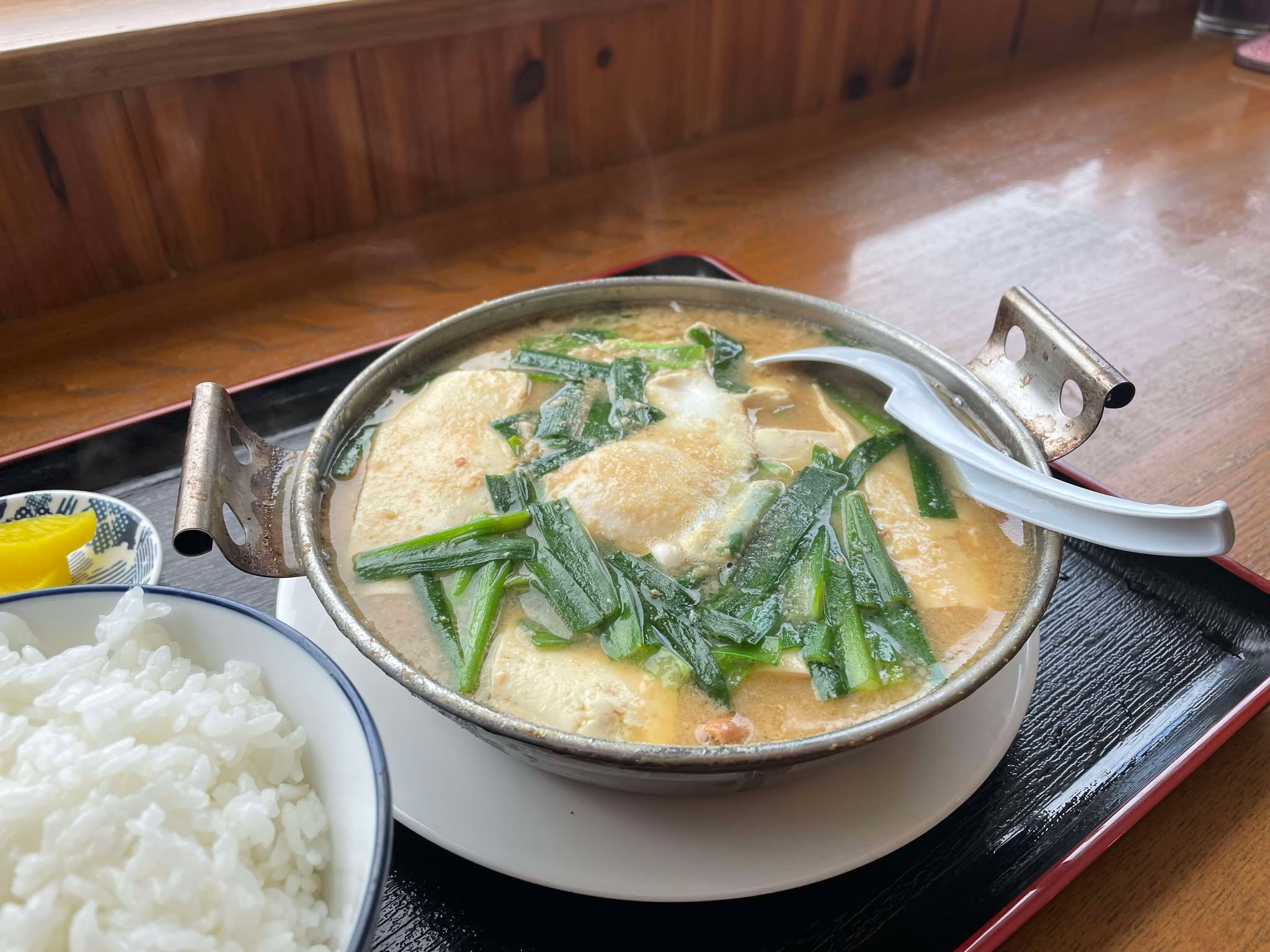
ホルモン鍋定食（ニラトッピング）

初代のレシピを守り続けているホルモン鍋は、豚モツの大腸、小腸、ガツに長ネギ、豆腐、町内の酒井農場で生産された卵が入る。味噌が染みたホルモンは生の状態から丁寧に下処理されており、臭みがなく柔らかい。つゆは煮込みすぎずあっさりしているが旨味は深い。米は栗山町産の米を使用しテイクアウトも可能。
2020年（令和2年）に、2代目の伊藤正廣から3代目の伊藤広美に代わってから、ニラ、キャベツ、キムチのトッピングが選べるようになった。

### 店舗
入り口には歴代鍋を遊び心あるオブジェにしており、店舗奥には小上がりがある。子連れ客に便利なおもちゃや本も備えている。

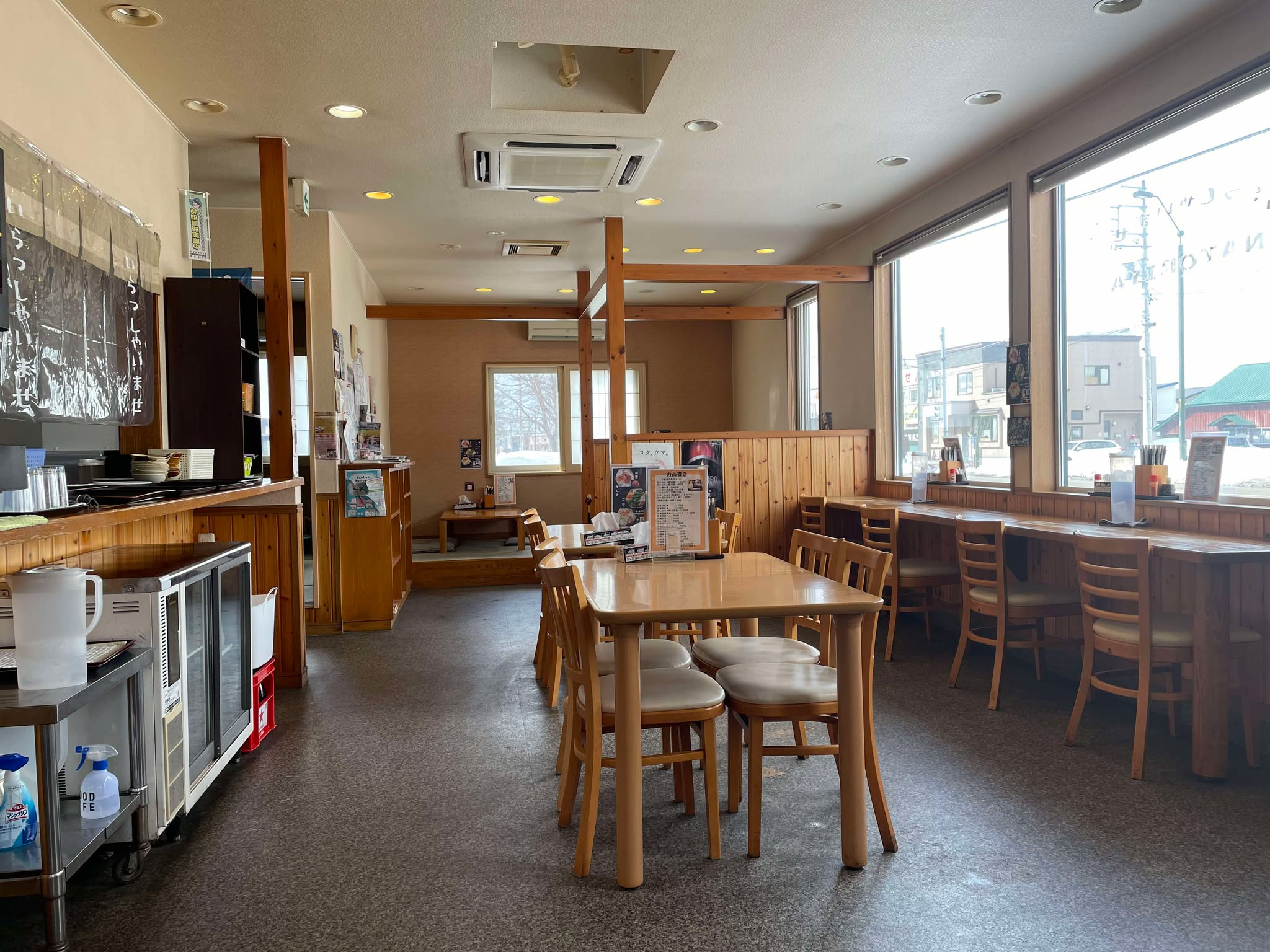
店内
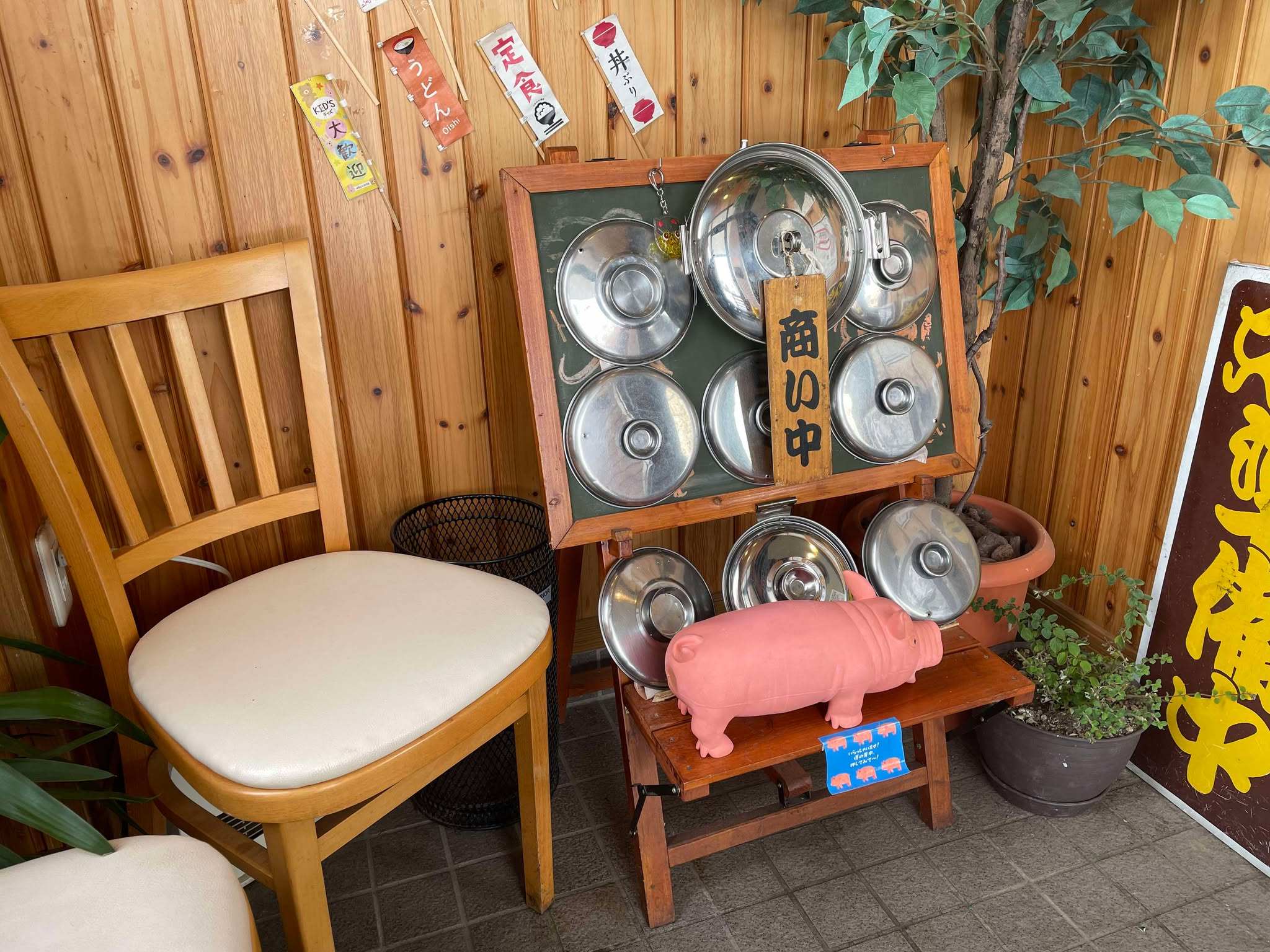
歴代鍋と豚のオブジェ
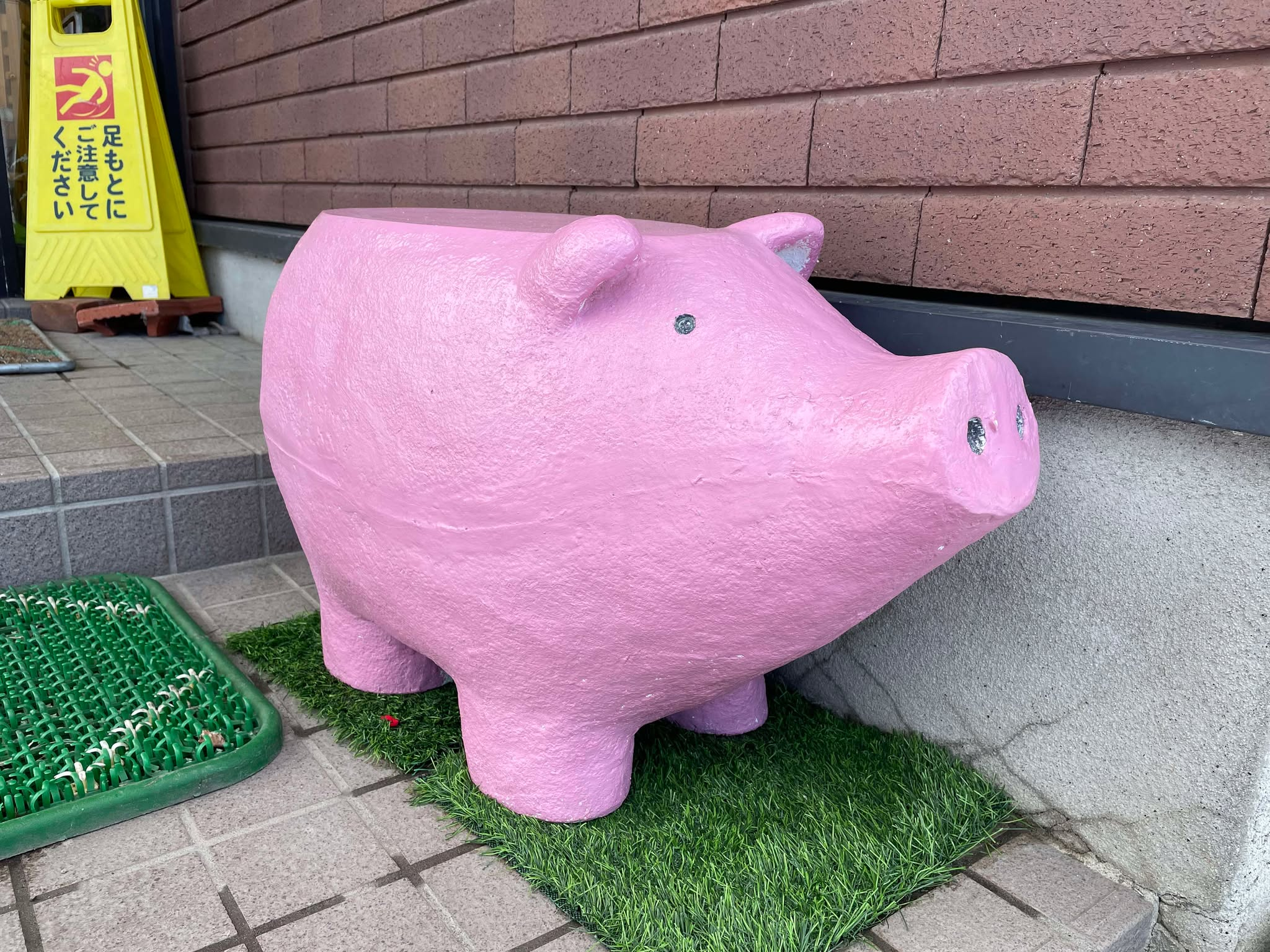
店先にある豚のオブジェ

## 現地情報
- 所在地 ｰ 〒069-1454 北海道夕張郡栗山町朝日3丁目9[3]
- 営業時間[3]
  - 平日 ｰ 11：00～14：30、17：00～19：00
  - 土・日曜 ｰ 11：00～ホルモン鍋売り切れ次第終了
- 定休日 ｰ 水曜・木曜[9]
- 交通 ｰ 栗山駅から徒歩15分[1]
- 駐車場 ｰ 15台[3]

## メディア出演
- YOUは何しに日本へ？「告白！激白！顔面蒼白！？日本の中心でYOUが叫ぶ！SP」（テレビ東京、2023年6月9日）[10]

## 関係項目
- 炭鉄港めし